# When You Tell Me That You Love Me
When You Tell Me That You Love Me ist ein Lied von Diana Ross, das am 20. August 1991 als Leadsingle aus ihrem neunzehnten Studioalbum The Force Behind the Power (1991) veröffentlicht wurde. Es wurde von Albert Hammond und John Bettis geschrieben und von Peter Asher produziert.

## Geschichte
Die gefühlvolle Ballade wurde zum größten Hit des Albums und erreichte Platz 37 in den US Billboard R&B Singles Charts und Platz zwei in den UK Single Charts.
Ross betrachtet den vielfach gecoverten Song als eines ihrer Markenzeichen.

## Rezeption
Henderson und DeVaney von Cashbox bezeichneten den Song als „hochkommerzielle Pop-Ballade“ und als „geschickte Single“.
Jan DeKnock von der Chicago Tribune nannte sie die „stärkste Ballade“ des Albums.
Connie Johnson von der Los Angeles Times bezeichnete es als „eine herrlich überschwängliche Ballade, die perfekt zu Ross' theatralischem Vortrag passt. Peter Asher hatte seine Hand im Spiel bei der Produktion dieses Tracks, auf dem Ross es schafft, unprätentiös und arglos süß zu wirken.“

## Musikvideo
Das dazugehörige Musikvideo zeigt Szenen, in denen Ross in einem Abendkleid auf der Bühne singt, unterbrochen von Heimvideos von Ross mit ihren beiden Söhnen Ross und Evan.

## Coverversionen (Auswahl)
- 1992: Saskia & Serge (Als je zachtjes zegt 'ik hou van jou')
- 1994: Julio Iglesias & Dolly Parton
- 1994: Julio Iglesias & CoCo Lee
- 1994: Daliah Lavi & Karel Gott (Ich bin da, um Dich zu lieben)
- 1994: James Last & Richard Clayderman
- 1997: Sandra Kim & Frank Galan (Al camino de la vida)
- 2005: Westlife feat. Diana Ross
- 2005: American Idol Finalisten der 4. Staffel
- 2006: José Carreras (Quando sento che mi ami)
- 2009: John Barrowman (Live-Version; An Evening With John Barrowman)
- 2012: Albert Hammond